# Samarijanski jezik
Samarijanski jezik (samarijanski hebrejski; ISO 639-3: smp), izumrli jezik naroda Shamerim (Samarijanaca), sa Zapadne obale, blizu Nablusa. Danas se rabi kao prvi liturgijski jezik samarijanske religije. Ne smije se brkati sa samarijanskim aramejskim koji se kao drugi danas također koristi u iste svrhe. Pripadao je u kanaansku podskupinu južnih centralnosemitskih jezika. Pripadnici etničke grupe danas govore palestinskim arapskim (oko 30%) kod Nablusa i hebrejskim u blizini Tel Aviva. Populacija 620 (1999 H. Mutzafi).

## Vanjske poveznice
- Ethnologue (14th)
- Ethnologue (15th)